# Druga crnogorska fudbalska liga 2016-2017
La Druga crnogorska fudbalska liga 2016-2017 (seconda lega calcistica montenegrina 2016-2017), conosciuta semplicemente anche come 2.CFL 2016-2017, è stata la 11ª edizione di questa competizione, la seconda divisione del campionato montenegrino di calcio.

## Stagione

### Avvenimenti
Al campionato sono iscritte 12 squadre. Nella edizione precedente è stato promosso lo Jedinstvo Bijelo Polje, retrocesse Brskovo e Mogren.

Sono state sostituite dal Mornar (retrocessa dalla 1.CFL 2015-2016), Čelik Nikšić e Otrant-Olympic (promosse dalla 3.CFL 2015-2016 dopo gli spareggi fra le vincitrici dei gironi, il Polimlje è la squadra esclusa).
Il Grafičar Podgorica, a causa della mancanza di risorse finanziarie, non ha potuto presentarsi a due partite e, secondo le regole della FSCG, il 18 novembre 2016 è stato escluso dalla Druga liga e le sue gare cancellate.
Tutte le gare della 18ª giornata si sono concluse 0–0.

### Formula
In stagione le squadre partecipanti sono 12: 1 che è retrocessa dalla 1.CFL, 9 che hanno mantenuto la categoria e 2 promosse dalla 3.CFL.
Le 12 squadre disputano un girone andata-ritorno; al termine delle 22 giornate ne disputano ancora 11 secondo uno schema prefissato (totale 33 giornate), al termine di queste:
- La prima classificata viene promossa in 1.CFL 2017-2018
- Seconda e terza classificata vanno agli spareggi contro ottava e nona di 1.CFL 2016-2017
- A seguito della riduzione dell'organico della Prva liga da 12 a 10 squadre[5], le ultime tre (invece delle usuali due) classificate vengono retrocesse in 3.CFL 2017-2018

## Squadre
| Club            | Città       | Stadio                  | Posizione 2015-2016                    |
| --------------- | ----------- | ----------------------- | -------------------------------------- |
| Mornar          | Antivari    | Stadion Topolica        | 12º in 1. CFL                          |
| Cetinje         | Cettigne    | Stadion Obilića Poljana | 2º in 2. CFL                           |
| Bratstvo        | Podgorica   | Stadion Ljajkovići      | 3º in 2. CFL                           |
| Berane          | Berane      | Gradski stadion         | 4º in 2. CFL                           |
| Kom             | Podgorica   | Stadion Zlatica         | 5º in 2. CFL                           |
| Radnički Berane | Berane      | Gradski stadion         | 6º in 2. CFL                           |
| Ibar            | Rožaje      | Stadion Bandžovo Brdo   | 7º in 2. CFL                           |
| Grafičar        | Podgorica   | Stadion na Koniku       | 8º in 2. CFL                           |
| Igalo           | Castelnuovo | Stadion Solila          | 9º in 2. CFL                           |
| Jezero          | Plav        | Stadion pod Racinom     | 10º in 2. CFL                          |
| Čelik           | Nikšić      | Stadion Željezare       | 1º in 3. CFL Centro, 1º negli spareggi |
| Otrant-Olympic  | Dulcigno    | Stadion Olympic         | 1º in 3. CFL Sud, 2º negli spareggi    |

## Classifica
|  | Pos. | Squadra             | Pt       | G        | V        | N        | P        | GF       | GS       | DR       |
|  | ---- | ------------------- | -------- | -------- | -------- | -------- | -------- | -------- | -------- | -------- |
|  | 1.   | Kom                 | 62       | 30       | 18       | 8        | 4        | 67       | 21       | +46      |
|  | 2.   | Ibar                | 60       | 30       | 18       | 6        | 6        | 42       | 16       | +26      |
|  | 3.   | Otrant-Olympic (-1) | 51       | 30       | 15       | 7        | 8        | 32       | 22       | +10      |
|  | 4.   | Mornar              | 49       | 30       | 13       | 10       | 7        | 37       | 21       | +16      |
|  | 5.   | Jezero              | 44       | 30       | 12       | 8        | 10       | 34       | 26       | +8       |
|  | 6.   | Berane (-3)         | 41       | 30       | 12       | 8        | 10       | 46       | 43       | +3       |
|  | 7.   | Cetinje             | 39       | 30       | 11       | 6        | 13       | 27       | 35       | –8       |
|  | 8.   | Igalo               | 34       | 30       | 10       | 4        | 16       | 30       | 43       | –13      |
|  | 9.   | Čelik Nikšić (-4)   | 27       | 30       | 9        | 4        | 17       | 26       | 47       | −21      |
|  | 10.  | Radnički Berane     | 24       | 30       | 6        | 6        | 18       | 31       | 68       | −37      |
|  | 11.  | Bratstvo            | 19       | 30       | 4        | 7        | 19       | 27       | 57       | –30      |
|  | 12.  | Grafičar Podgorica  | Ritirato | Ritirato | Ritirato | Ritirato | Ritirato | Ritirato | Ritirato | Ritirato |

Legenda:
      Promosso in 1.CFL 2017-2018.
  Partecipa agli spareggi-promozione.
      Retrocesso in 3.CFL.
Regolamento:
Tre punti a vittoria, uno a pareggio, zero a sconfitta.
Note:
Grafičar ritirato dopo la seconda rinuncia.

## Risultati
|          | Ber  | Bra  | Cet  | Iba  | Iga  | Jez  | Kom  | Mor  | Otr  | Rad  | Čel  |
| -------- | ---- | ---- | ---- | ---- | ---- | ---- | ---- | ---- | ---- | ---- | ---- |
| Berane   | –––– | 2-3  | 0-0  | 0-6  | 3-1  | 2-0  | 2-2  | 1-2  | 0-0  | 5-3  | 2-0  |
| Berane   | –––– | 3-2  | 4-1  | -    | 2-0  | 0-0  | 1-3  | -    | -    | -    | -    |
| Bratstvo | 1-2  | –––– | 0-2  | 0-1  | 1-0  | 2-2  | 0-0  | 1-1  | 0-0  | 0-0  | 2-4  |
| Bratstvo | -    | –––– | 1-2  | 0-1  | 0-0  | -    | -    | 0-1  | 1-4  | -    | -    |
| Cetinje  | 0-1  | 2-1  | –––– | 1-0  | 0-1  | 0-1  | 0-3  | 0-0  | 1-1  | 4-0  | 0-1  |
| Cetinje  | -    | -    | –––– | 1-2  | -    | -    | -    | -    | 0-3  | 2-2  | 3-0  |
| Ibar     | 1-1  | 3-0  | 0-1  | –––– | 2-1  | 1-0  | 0-0  | 1-1  | 3-0  | 1-0  | 3-1  |
| Ibar     | 2-1  | -    | -    | –––– | -    | 1-2  | 1-0  | -    | -    | 2-0  | 3-1  |
| Igalo    | 0-0  | 2-1  | 4-0  | 0-1  | –––– | 2-0  | 1-5  | 0-2  | 1-3  | 1-4  | 0-1  |
| Igalo    | -    | -    | 1-1  | 1-0  | –––– | -    | -    | 0-1  | 2-0  | -    | 0-1  |
| Jezero   | 2-1  | 4-1  | 0-1  | 1-2  | 0-1  | –––– | 0-2  | 0-0  | 2-0  | 0-0  | 1-0  |
| Jezero   | -    | 2-0  | 1-2  | -    | 1-1  | –––– | 1-1  | 2-2  | -    | -    | -    |
| Kom      | 2-2  | 2-0  | 0-0  | 1-0  | 2-1  | 3-0  | –––– | 1-2  | 2-1  | 4-1  | 8-0  |
| Kom      | -    | 5-1  | 2-0  | -    | 2-0  | -    | –––– | 2-0  | 0-2  | -    | -    |
| Mornar   | 1-1  | 4-0  | 2-0  | 0-0  | 0-1  | 0-1  | 0-4  | –––– | 0-1  | 1-1  | 2-0  |
| Mornar   | 3-0  | -    | -    | 1-0  | -    | -    | -    | –––– | 2-0  | 6-1  | 2-0  |
| Otrant   | 2-0  | 1-1  | 0-2  | 1-1  | 0-0  | 1-0  | 0-0  | 1-0  | –––– | 2-0  | 1-0  |
| Otrant   | 1-0  | -    | -    | 1-0  | -    | 0-2  | -    | -    | –––– | 1-0  | 2-0  |
| Radnički | 4-0  | 1-0  | 1-0  | 0-0  | 5-0  | 0-2  | 2-1  | 0-0  | 0-2  | –––– | 0-1  |
| Radnički | 0-7  | 2-4  | -    | -    | 0-6  | 0-4  | 2-6  | -    | -    | –––– | -    |
| Čelik    | 0-1  | 0-1  | 0-1  | 0-1  | 3-0  | 0-0  | 1-1  | 1-1  | 0-0  | 2-1  | –––– |
| Čelik    | 1-2  | 1-2  | -    | -    | -    | 0-0  | 0-2  | -    | -    | 4-1  | –––– |

## Spareggi
Penultima e terzultima della prima divisione sfidano seconda e terza della seconda divisione per due posti in Prva crnogorska fudbalska liga 2017-2018. Ibar e Otrant-Olympic falliscono la promozione.